# Robert Lacoste (játékvezető)
Robert Lacoste (Bordeaux/Mérignac, 1930[forrás?] – ?) francia nemzetközi labdarúgó-játékvezető.

## Pályafutása

### Nemzeti kupamérkőzések
Vezetett Kupa-döntők száma: 1.

#### Francia Kupa
| Időpont         | Helyszín                                      | Mérkőzés típusa | Mérkőzés                                    | Eredmény | Nézők száma |
| --------------- | --------------------------------------------- | --------------- | ------------------------------------------- | -------- | ----------- |
| 1967. május 21. | Vélodrome du Parc des Princes Stadion, Párizs | döntő           | Olympique Lyonnais–FC Girondins de Bordeaux | 3 – 1    | 32 523      |

### Nemzetközi játékvezetés
A Francia labdarúgó-szövetség Játékvezető Bizottsága (JB) terjesztette fel nemzetközi játékvezetőnek, a Nemzetközi Labdarúgó-szövetség (FIFA) 1964-től tartotta nyilván bírói keretében. Több nemzetek közötti válogatott- és klubmérkőzést vezetett. A francia nemzetközi játékvezetők rangsorában, a világbajnokság-Európa-bajnokság sorrendjében többedmagával a 31. helyet foglalja el 1 találkozó szolgálatával. Az aktív nemzetközi játékvezetéstől 1969-ben búcsúzott. Válogatott mérkőzéseinek száma: 4.

#### Európa-bajnokság
Az európai-labdarúgó torna döntőjéhez vezető úton Olaszországba a III., az 1968-as labdarúgó-Európa-bajnokságra az UEFA JB játékvezetőként foglalkoztatta.
| Időpont         | Helyszín                 | Mérkőzés típusa           | Mérkőzés      | Eredmény | Nézők száma |
| --------------- | ------------------------ | ------------------------- | ------------- | -------- | ----------- |
| 1967. május 24. | Hardturm Stadion, Zürich | előselejtező (6. csoport) | Svájc–Románia | 7 – 1    | 30 000      |